# شنگرفیان
شنگرفیان (نام علمی: Aididae) نام یک تیره از راسته پروانه‌سانان است.